# Zbor periculos
Zbor periculos este un film românesc din 1984, regizat de Francisc Munteanu după un scenariu scris de Mihai Vasilescu. Rolurile principale sunt interpretate de Vladimir Găitan, Enikõ Szilágyi, Gheorghe Dinică, Ion Dichiseanu, Gheorghe Cozorici, Cristina Deleanu și Constantin Diplan.

## Rezumat
În timpul unui zbor TAROM către București, avionul condus de comandantul Oprescu (Gheorghe Dinică) și copilotul Alexandru Codreanu (Vladimir Găitan) este surprins de o furtună deasupra Vienei. Între cei piloți are loc o dispută cu privire la ceea ce ar trebui să facă. Codreanu susține că ar trebui să aterizeze pe aeroportul din Viena sau să ocolească frontul atmosferic, în timp ce Oprescu (un pilot experimentat cu o carieră de 25 ani și aproape un milion de km de zbor) insistă să zboare printr-un culoar aflat în mijlocul furtunii. În timp ce avionul intră în furtună, culoarul de zbor se închide, iar legătura radio cu turnul de control este pierdută pentru câteva minute. Văzându-l pe comandant că este speriat de această întorsătura, copilotul Codreanu preia controlul aeronavei și execută o manevră contrară celei ordonate de Oprescu. În final, aeronava ajunge la București, iar comandantul afirmă că nu va raporta acel act de insubordonare.
Dornic să se afle adevărul, Codreanu raportează conducerii Departamentului Aviației Civile actul său de insubordonare din timpul ultimului zbor, afirmând că Oprescu s-a panicat atunci când se aflau la 9.000 de metri altitudine. Anterior, fără să-l anunțe pe copilot, Oprescu scrisese însă un raport în care descrisese acțiunea din punctul său de vedere, învinovățindu-l pe Codreanu pentru pierderea legăturii radio. Până la lămurirea situației, cei doi piloți sunt consemnați la sol, Oprescu fiind detașat să facă muncă de birou la Inspectoratul de Navigație, iar Codreanu este trimis controlor de trafic la turnul de control. Copilotul se așteaptă ca Oprescu să recunoască adevărul, deși acesta din urmă mai are un an până la pensie și ar putea să nu i se permită să mai zboare. Înregistrările radio nu lămuresc situația. Comandantul suferă însă un accident vascular, iar Codreanu nu se mai poate dezvinovăți.
În paralel, relația lui Codreanu cu soția sa, arhitecta Ruxandra (Enikõ Szilágyi), devine tot mai tensionată ca urmare a puternicului atașament al pilotului față de munca sa și a lipsei sale frecvente de acasă. Deși consemnat la sol, el lucrează ore suplimentare, neavând încredere în capacitatea colegului său din cealaltă tură, Chiriță (Sebastian Papaiani). După ce încearcă inutil să-l facă gelos, soția sa intentează în final acțiune de divorț. Codreanu acceptă să se mute de la domiciliul conjugal pentru a urgenta procesul și este găzduit în apartamentul doctoriței Elena Cernescu (Cristina Deleanu), care era văduvă și avea o fetiță.
După o perioadă, Oprescu își revine și dă o declarație scrisă prin care recunoaște că el a fost cel care a greșit. Codreanu este reabilitat și i se aprobă înscrierea la cursurile de comandanți de aeronave. Comandanții săi - Drăgan (Gheorghe Cozorici), directorul Departamentului Aviației Civile, și Matei Rotaru (Ion Dichiseanu), secretarul de partid al departamentului - îi spun însă că nu-l pot trimite să zboare cât timp situația sa familială nu este rezolvată. Nemulțumit de faptul că nu i se permite să piloteze avioane, Codreanu cere să i se aprobe transferul la aviația sportivă. Directorul Drăgan îi aprobă detașarea pentru a-i permite pilotului să-și rezolve problemele personale și să-și regăsească echilibrul moral. Ruxandra și Alexandru își dau seama că se iubesc în continuare și renunță la divorț, iar astfel Codreanu își reia cursele aeriene ca pilot.

## Distribuție
- Vladimir Găitan — aviatorul Alexandru Codreanu, copilot
- Enikõ Szilágyi — arhitecta Ruxandra, soția lui Alexandru (menționată Enikõ Szilágyi Dumitrescu)
- Gheorghe Dinică — aviatorul Oprescu, comandant de aeronavă
- Ion Dichiseanu — aviatorul Matei Rotaru, secretarul de partid al Departamentului Aviației Civile
- Gheorghe Cozorici — Drăgan, directorul Departamentului Aviației Civile
- Cristina Deleanu — doctorița Elena Cernescu
- Constantin Diplan — aviatorul George Bogdan, prietenul soților Codreanu
- Stela Popescu — Doina Busoi, dispeceră la turnul de control
- Marin Moraru — Volbură, contabil la Fabrica de Bere Rahova, vecin de bloc cu soții Codreanu
- Sebastian Papaiani — Chiriță, controlor de trafic de la turnul de control al aeroportului
- Angela Ioan — Livia, prietena Ruxandrei
- Rodica Popescu-Bitănescu — Lucica, soția contabilului
- Diana Petrescu — Mica, fetița doctoriței
- Emil Hossu — pilotul de la aviația sportivă
- Cella Dima
- Vasile Muraru — mecanicul Mitică Tofan de la aviația sportivă
- Ana Maria Moculescu
- Petruța Greceanu
- Dimitrie Dimitrie
- Viorel Păunescu
- Ion Lepădatu
- Călin Strungaru
- Carmen Enache
- Gigi Bucioveanu
- Alexandru Dănciuc
- Iacob Ivanov
- Sorin Lungu
- Doina Bone
- Vasile Buliga
- Gabriela Stroe
- Victor Marinescu

## Producție
Scenariul filmului a fost scris de dramaturgul Mihai Vasilescu, debutant în domeniul cinematografiei. Filmul a fost realizat în studiourile Centrului de Producție Cinematografică București cu sprijinul Departamentului Aviației Civile. Regizor secund a fost Ion P. Ion.
Filmările de pe aerodromul aviației sportive au fost realizate la Aeroclubul „Aurel Vlaicu” din București, operatorul care a realizat imaginile aeriene fiind Dumitru Gaiță. Avionul care a realizat acrobațiile aeriene (lupingurile) a fost un aparat de zbor YR-ZBO. Muzica filmului a fost interpretată de Orchestra de Jazz a Radioteleviziunii Române dirijată de artistul emerit Sile Dinicu.

## Recepție
Filmul Zbor periculos a fost vizionat de 1.435.358 de spectatori la cinematografele din România, după cum atestă o situație a numărului de spectatori înregistrat de filmele românești de la data premierei și până la data de 31.12.2007 alcătuită de Centrul Național al Cinematografiei. 
Categorisind filmele lui Francisc Munteanu drept axate pe subiecte realiste desuete și pline de „schematism și artificialitate” , criticul Călin Căliman scria în „Istoria filmului românesc (1897-2000)” că filmul Zbor periculos este „un alt film despre aviatori scris de un aviator”, concluzionând metaforic însă că „moara macină din nou în gol”.
Criticul Tudor Caranfil nu a dat filmului nicio stea și a făcut următorul comentariu: „Doi piloți, puși sub interdicție de către superiori din cauza unui zbor riscat, se reabilitează în înfruntarea cu periculoșii nori de formație „orajoasă”. Filmul funcționează pe două planuri paralele: unul, la 5000 m altitudine unde bântuie un uragan și celălalt, „furtuna” de la etajul II al aeroportului, gata să distrugă echilibrul și cariera „insubordonatului” pilot. Zborul, care demarează vijelios, sfârșește convențional-idilic. El marchează, totuși, primul film pentru care Francisc Munteanu recurge la serviciile unui dramaturg (Mihai Vasilescu), fie el și la debut.” 